# Droit médical
La notion de droit médical peut être définie comme étant   l'ensemble des normes juridiques (normes constitutionnelles, législatives, réglementaires, jurisprudentielles) qui régissent et encadrent les droits et les obligations des professionnels de santé à l'égard de leurs patients.

## Contexte et portée de la notion
Elle a été définie pour la première fois en 1956 par René et Jean Savatier, dans leur ouvrage Traité de droit Médical, comme l’étude des relations juridiques où est engagé le médecin.
Le droit médical fait partie du droit privé, puisqu'il envisage la responsabilité civile ou pénale du praticien (médecin, médecin spécialiste, infirmier, sage-femme, dentiste, etc.) ou de l'établissement de santé privé quand il commet une faute, mais aussi du droit public puisqu'il concerne la responsabilité administrative du centre hospitalier ou de l'un de ses agents.
C'est un droit qui vise à l'indemnisation de la victime, mais qui a des effets en matière de prévention des dommages et de création/diffusion de bonnes pratiques médicales.
La notion de droit médical est peu connue par les théoriciens du droit (ainsi, les dictionnaires de vocabulaire juridique l'ignorent), même si elle correspond à une branche du droit parfaitement circonscrite et connue par les praticiens de la médecine ainsi que par les professeurs et facultés de droit (diplômes universitaires).
Il se distingue du droit de la santé en ce sens que ce dernier a un domaine bien plus vaste, englobant notamment les règles juridiques régissant la sécurité sociale, la médecine du travail, le droit fiscal, le dossier médical personnel. Tout ce qui concerne le droit de la santé ne concerne pas forcément le droit médical, alors que celui-ci fait partie du droit de la santé.

## Droit par État

### Droit français
La notion s'est diffusée dans le grand public à l'occasion d'arrêts retentissants (cf. affaire Perruche et affaire Hedreul) ou de lois emblématiques (Loi Badinter du 5 juillet 1985 ; loi Kouchner du 4 mars 2002).
La jurisprudence relative au droit médical s'est développée au cours des dernières années, au point que des revues spécialisées ont été créées pour répondre aux besoins des professionnels. Outre les arrêts du Conseil d'État et de la Cour de cassation, le droit médical est précisé par les jurisprudences de la Cour de justice des Communautés européennes, de la Cour européenne des droits de l'homme, du Conseil constitutionnel et du Tribunal des conflits.

### Droit canadien

#### Droit québécois
En droit québécois, il n'existe pas de régime de responsabilité distinct pour les fautes médicales. Par conséquent, les règles générales de responsabilité civile (faute, préjudice, lien de causalité, doué de raison) s'appliquent dans les poursuites contre les médecins et autres travailleurs de la santé fautifs. Parmi les lois applicables en droit médical québécois, il y a le Code civil du Québec, la Loi sur les services de santé et les services sociaux et la Charte des droits et libertés de la personne
L'avocat Jean-Claude Ménard est un procureur bien connu au Québec dans le domaine du droit médical.